# 朗敦 (密蘇里州)
朗敦（英語：Longtown）是位於美國密蘇里州佩里縣的村。

## 人口
根據2020年美國人口普查的數據，朗敦的面積為0.32平方千米，皆為陸地。當地共有人口90人，而人口密度為每平方千米281人。